# Stella Maris kyrka
Stella Maris kyrka (kroatiska: Crkva Zvijezda mora, på lokal dialekt kallad Crkva Zvizda mora) är en kulturminnesskyddad romersk-katolsk kyrka i staden Hvar, på ön med samma namn, i Kroatien. Den uppfördes i början av 1800-talet och är tillägnad Stella Maris (Havets stjärna). Kyrkan är belägen vid havet och strandpromenaden "Fabrika" väster om stadskärnan.   

## Arkitektur och historik
Stella Maris kyrka uppfördes i början av 1800-talet av lokala byggare på platsen för den tidigare Sankt Josefs kyrka. Under den kortvariga franska administrationen åren 1806–1813 förlorade den sitt ursprungliga syfte och användes som förråd men återfick senare sin religiösa betydelse.
Den lilla kyrkan har ett skepp och dess fasad med halvcirkelformad avslutning bär stildrag från nyrenässansen och nybarocken. Interiören domineras av ett altare i barockstil som en gång stod i augustinerordens kyrka.